# Dorcadion castilianum
Dorcadion castilianum là một loài bọ cánh cứng trong họ Cerambycidae.